# Kurt Hoppstädter
Kurt Friedrich Hoppstädter (* 6. Dezember 1905 in Wiebelskirchen; † 14. Mai 1970 in Fürth im Ostertal) war ein deutscher Heimatforscher und Heraldiker.

Hoppstädter wurde als Sohn des Lokomotivführers Friedrich Hoppstädter und der Wilhelmine Volz geboren. Nach der Volksschule besuchte er bis 1924 die Präparandenanstalt in Ottweiler und trat 1925 als Zivilsupernumerar in den Dienst der Eisenbahn des damaligen Saargebietes. Nach mehrjähriger Tätigkeit bei verschiedenen Dienststellen legte er 1929 die Fachprüfung erster Klasse ab. Von 1929 bis 1931 leitete er die Zollstelle des Güterbahnhofs Merzig, um dann die Gütertarifkontrolle des Direktionsbezirks Saarbrücken zu übernehmen. 1969 trat er im Rang eines Bundesbahn-Oberamtmannes in den Ruhestand.
Neben seiner beruflichen Tätigkeit veröffentlichte er ab 1932 zahlreiche Arbeiten zu landeskundlichen, siedlungs- und verkehrsgeschichtlichen Themen. Hoppstädters Beitrag von 1943 Der Jude in der Geschichte des Saarlandes sei dabei, wie es heißt, „aufgrund seiner antisemitischen Färbung mit Vorsicht zu verwenden.“ Außerdem lieferte er eine größere Reihe von Beiträgen zur heraldischen Forschung im Saarland und gestaltete die Wappen für achtzig saarländische Kreise, Ämter und Gemeinden.
Er war von 1941 bis 1960 Mitglied im Herold und von 1955 bis 1970 Geschäftsführer des Historischen Vereins für die Saargegend. Daneben gehörte er der Kommission für saarländische Landesgeschichte und Volksforschung, dem Institut für Landeskunde im Saarland und dem Internationalen Institut für Burgenforschung an.
Kurt Hoppstädter lebte mit seiner Frau Anna und den beiden Töchtern in Fürth im Ostertal.

## Schriften
- Der Jude in der Geschichte des Saarlandes, 1943
- Die Wappen des Saarlandes, 1953, 1958.
- Heimatbuch Wiebelskirchen, 1955
- Burg und Schloß Waldeck, 1957
- Unter dem nassauischen Löwen – das Militärwesen in der Grafschaft Nassau-Saarbrücken, 1957
- Geschichtliche Landeskunde des Saarlandes, Band I (mit Hans-Walter Herrmann), 1960
- Die Entstehung der saarländischen Eisenbahnen, 1961
- Heimatbuch Fürth, 1963
- Die Entstehung der Eisenbahnen im Hunsrück, 1963
- Die Siedlungsnamen der Landkreise Ottweiler und St. Wendel, 1970, posthum
- Stadt Bexbach, 1971, posthum
- Geschichtliche Landeskunde des Saarlandes, Band II (mit Hans-Walter Herrmann), 1977, posthum

siehe auch: Kategorie:Wappen von Kurt Hoppstädter